# Liste der Biografien/Blag
Liste der Biografien |
Portal Biografien |
Personensuche
# |
A |
B |
C |
D |
E |
F |
G |
H |
I |
J |
K |
L |
M |
N |
O |
P |
Q |
R |
S |
T |
U |
V |
W |
X |
Y |
Z |
?
 
Ba |
Be |
Bd |
Bg |
Bh |
Bi |
Bj |
Bl |
Bm |
Bn |
Bo |
Br |
Bs |
Bu |
Bw |
By |
Bz
 
Bla |
Ble |
Bli |
Blj |
Blk |
Bll |
Blo |
Blu |
Bly
 
Blaa |
Blab |
Blac |
Blad |
Blae |
Blaf |
Blag |
Blah |
Blai |
Blaj |
Blak |
Blal |
Blam |
Blan |
Blaq |
Blar |
Blas |
Blat |
Blau |
Blav |
Blaw |
Blax |
Blay |
Blaz
Die Liste der Biografien führt alle Personen auf, die in der deutschsprachigen Wikipedia einen Artikel haben. Dieses ist eine Teilliste mit 34 Einträgen von Personen, deren Namen mit den Buchstaben „Blag“ beginnt.

## Blag

### Blaga
- Blaga, Lucian (1895–1961), rumänischer Philosoph, Journalist, Dichter, Übersetzer, Wissenschaftler und Diplomat
- Blaga, Mihaela (* 2004), rumänische Hindernisläuferin
- Blaga, Vasile (* 1956), rumänischer Politiker

### Blagd
- Blagdan, Maja (* 1968), kroatische Pop-Sängerin
- Blagden, Charles (1748–1820), britischer Arzt und Naturforscher
- Blagden, Charles Otto (1864–1949), britischer Orientalist und Sprachwissenschaftler, mit besonderen Kenntnissen über Britisch-Malaya
- Blagden, George (* 1989), britischer Theater- und FilmschauspielerGeorge Blagden (* 1989)

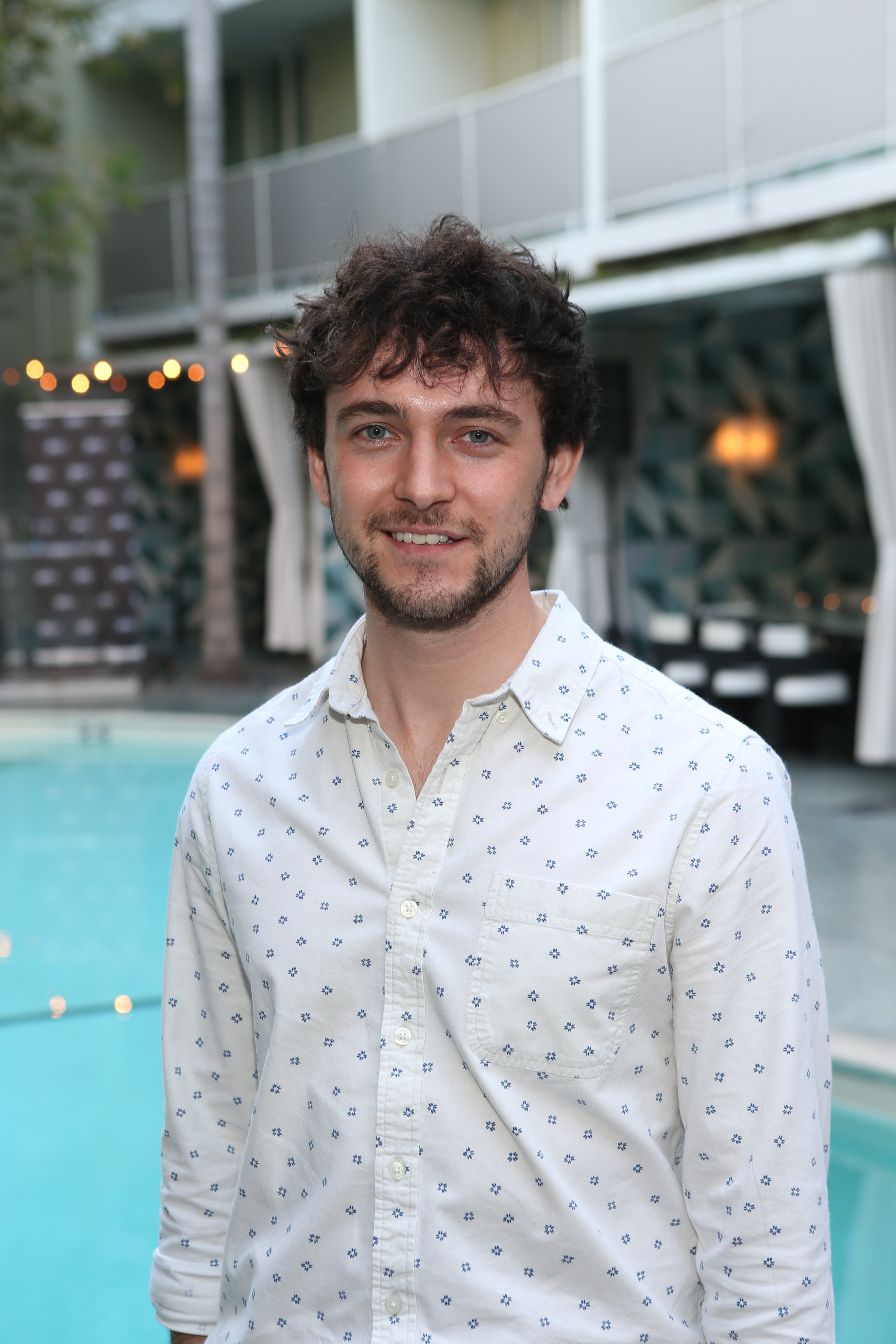
George Blagden (* 1989)

### Blagg
- Blagg, Alicia (* 1996), britische Wasserspringerin
- Blagg, Mary Adela (1858–1944), englische Astronomin

### Blagi
- Blagidse, Wachtang (* 1954), sowjetischer Ringer
- Blagin, Nikolai Pawlowitsch (1899–1935), sowjetischer Testpilot

### Blago
- Blago, Djado (1864–1938), bulgarischer Autor und Lehrer
- Blagodarew, Wadim Wassiljewitsch (1843–1890), russischer Seefahrer
- Blagoew, Blagoj (* 1956), bulgarischer Gewichtheber
- Blagoew, Borislaw (* 1983), bulgarischer Eishockeyspieler
- Blagoew, Dimitar (1856–1924), bulgarischer Philosoph und Politiker
- Blagoew, Georgi (* 1997), bulgarischer Eishockeyspieler
- Blagoewa, Jordanka (* 1947), bulgarische Leichtathletin
- Blagoewa, Silwana (* 1972), bulgarische Biathletin
- Blagoewa, Wela (1859–1921), bulgarische Schriftstellerin und Publizistin
- Blagojević, Aleksandar (* 1971), serbischer Handballspieler und -funktionär
- Blagojević, Dina (* 1997), serbische Fußballspielerin
- Blagojević, Dragiša (* 1966), montenegrinischer Schachspieler
- Blagojević, Jelena (* 1988), serbische Volleyballspielerin
- Blagojevic, Milan (* 1969), australischer Fußballspieler
- Blagojević, Milan (* 1978), serbischer Handballspieler
- Blagojević, Njegoš (* 1986), serbischer Radrennfahrer
- Blagojević, Vidoje (* 1950), serbischer Kommandant der bosnisch-serbischen Armee Vojska Republike Srpske
- Blagojevich, Rod (* 1956), US-amerikanischer PolitikerRod Blagojevich (* 1956)

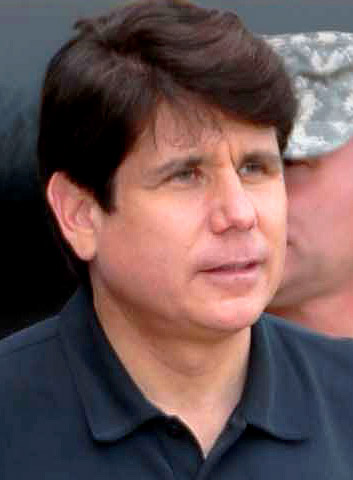
Rod Blagojevich (* 1956)

- Blagonrawow, Anatoli Arkadjewitsch (1894–1975), sowjetischer Militärwissenschaftler und Raumfahrtexperte
- Blagonrawow, Georgi Iwanowitsch (1896–1938), russischer Revolutionär sowie ein sowjetischer Staatsmann und Funktionär der KPdSU
- Blagotinšek, Blaž (* 1994), slowenischer Handballspieler

### Blagr
- Blagrove, Mike (1934–2016), britischer Mittelstreckenläufer

### Blagu
- Blagus, Mislav (* 1991), kroatischer Eishockeyspieler